# Гренландско море
Гренландско море представља морски басен смештен између Гренланда на западу, Свалбарда на североистокуистоку, острва Јан Мајен на истоку и Исланда на југу. Од Северног леденог океана га раздваја Фрамов мореуз док је од Северног Атлантика раздвојен Норвешким морем и Данским пролазом. У зависности од извора Гренландско море се некада дефинише као ивично море Атлантика, односно Арктичког океана. Обухвата површину од око 1.205.000 km² и одликује се јако великим дубинама, у просеку око преко 1.400 метара (максимална дубина 4.846 м). Налази се у зони хладне поларне арктичке климе коју одликују температуре углавном испод 0°C. Гренландско море је густо насељено нижим формама живота са дна ланца исхране. Велики бескичмењаци, рибе, птице и сисари (укључујући фоке, китове и делфине) сви се хране мањим бескичмењацима и малим организмима. 
Гренландско море се често дефинише као део Арктичког океана, а понекад као део Атлантског океана. Међутим, дефиниције Арктичког океана и његових мора имају тенденцију да буду непрецизне или произвољне. У општој употреби израз „Арктички океан“ би искључио Гренландско море. У океанографским студијама Гренландско море се сматра делом Нордијских мора, заједно са Норвешким морем. Нордијска мора су главна веза између Арктика и Атлантског океана и као таква могу бити од великог значаја у могућем прекиду термохалинске циркулације. У океанографији се Арктички океан и Нордијска мора често заједнички називају „Арктичко Средоземно море“, рубно море Атлантика.

## Историја
Док је ово море познато миленијумима, прва научна истраживања спроведена су 1876–1878 у оквиру Норвешке северноатлантске експедиције. Од тада је неколико земаља, углавном Норвешка, Исланд и Русија, послале научне експедиције у то подручје. Сложени систем водених струја у Гренландском мору описао је 1909. Фридтјоф Нансен.
Гренландско море је било популарно ловиште за китоловску индустрију током 300 година, све до 1911, првенствено са седиштем у Шпицбергену. У том тренутку, раније богата популација китова, била је толико исцрпљена да индустрија више није била профитабилна. Преостали китови Гренландског мора су од тада заштићени, али популације нису показале никакве доказе значајније регенерације. Од касних 1990-их, поларни биолози извештавају о повећању локалне популације гренландских китова, а 2015. арктички научници су открили изненађујуће обиље на малом подручју. Ови резултати се могу протумачити као рани знак почетка опоравка ове врсте, која је некада чинила највећу популацију гренландских китова на свету, са процењених 52.000 китова.
Инуити су ловили китове у неиндустријским размерама у Гренландском мору од 15. века, о чему сведочи археологија.
Први потпуни прелазак Гренландског мора на људски погон остварен је 2017. године веслачком експедицијом Полар Ров коју је предводио Фјан Пол.

## Нафта и гас
Амерички геолошки институт је проценио да се најмање 13% неоткривених светских налазишта нафте и 30% светских неоткривених џепова гаса налази на Арктику, при чему Гренландско море потенцијално садржи велике количине природног гаса и мање количине течног природног гаса и сирове нафте. Ово је навело гренландског министра и покрајинско веће да понуде велики број приобалских концесија за потенцијално вађење угљоводоника (нафта и гас). Већина концесија се налази у морима западно од Гренланда (првенствено у Дејвисовом мореузу и Бафиновом заливу), али и 19 концесија у Гренландском мору.
Крајем 2013. године, укупно три конзорцијума су добила права на екстракцију угљоводоника на четири велика подручја Гренландског мора од Гренландског бироа за минерале и нафту. Конзорцијуме предводе нафтне компаније Статоил, Шеврон и Ени, али то укључује и неколико других мањих компанија као што су Шел, Бритиш Петролеум, ДОНГ Енерџи и Нунаоил. Од тада је продата пета концесија на угљоводонике. Ексон Мобил, највећа нафтна компанија на свету и са много искуства на Арктику, такође је у почетку аплицирала за право на вађење нафте у Гренландском мору, али се повукла у децембру 2013. из необјашњивих разлога, и уместо тога концентришући напоре на гас из шкриљаца и америчко тржиште.
Бушење нафте у дубоким водама у арктичком окружењу испуњеном ледом представља потенцијални нови подухват за нафтну индустрију и представља многе ризике и опасности. Због ових потешкоћа, Савет министара Гренланда очекује да се прве истражне вежбе одрже не раније од средине 2020-их. Они процењују да ће потпуни прелиминарни програм са сеизмичким истраживањима, истражним бушотинама и одговарајућим безбедносним мерама трајати око 16 година и улагање од око 500 милиона америчких долара у сваку концесију.